# برايس كانيون
حديقة برايس كانيون الوطنية (/[invalid input: 'icon']ˈbraɪs/) هي حديقة وطنية تقع جنوب غرب ولاية يوتا في الولايات المتحدة. الميزة الرئيسية التي تميز الحديقة هي برايس كانيون الذي لا يعد، على الرغم من اسمه، تلعة ولكنه مجموعة من المدرجات الطبيعية العملاقة على طول الجانب الشرقي من هضبة بونسوجنت. وتعتبر حديقة برايس حديقة مميزة بسبب التراكيب الجيولوجية التي تسمى أعمدة حجرية رملية، التي شكلتها التجوية الصقيعية وتعرية تيار النهر والصخور الرسوبية في قاع البحيرة. وتقدم الصخور الحمراء والبرتقالية والبيضاء مناظر خلابة لزوار الحديقة. وتقع حديقة برايس على ارتفاع أعلى بكثير من متنزه صهيون الوطني القريب منها. ويختلف ارتفاع حافة حديقة برايس من 8000 حتى 9000 قدم (2400 حتى 2700 متر).
وقد استقر بمنطقة برايس كانيون رواد المورمون في خمسينيات القرن التاسع عشر (1850) وتمت تسميتها تيمنًا باسم إبنيزر برايس (Ebenezer Bryce)، الذي سكن في المنطقة عام 1874. كما أصبحت المنطقة حول برايس كانيون نصب تذكاري وطني أمريكي عام 1923 وسميت باسم الحديقة الوطنية عام 1928. وتغطي الحديقة مساحة 35,835 آكر (55,99 ميل مربع ؛14,02 كيلو متر مربع) وتستقبل عددًا قليلاً نسبيًا من الزوار مقارنة بمتنزه صهيون الوطني وجراند كانيون، ويرجع ذلك إلى حد كبير إلى موقعها البعيد.

## كتابات أخرى
- DeCourten, Frank. 1994. Shadows of Time, the Geology of Bryce Canyon National Park. Bryce Canyon Natural History Association.
- Kiver, Eugene P., Harris, David V. 1999. Geology of U.S. Parklands 5th ed. John Wiley & Sons, Inc.
- Sprinkel, Douglas A., Chidsey, Thomas C. Jr., Anderson, Paul B. 2000. Geology of Utah's Parks and Monuments. Publishers Press.

## وصلات خارجية
- Bryce Canyon National Park Service Info / US Department of the Interior.
- Bryce Canyon National Park: Hoodoos Cast Their Spell, a National Park Service Teaching with Historic Places (TwHP) lesson plan
- الخرائط
- Bryce Canyon National Park - slideshow by لايف (مجلة)